# St.-Josefs-Kapelle (Muhl)
Koordinaten: 49° 40′ 30,8″ N, 7° 2′ 50,6″ O
Die St.-Josephs-Kapelle, auch Nationalparkkirche Muhl genannt, ist eine Kirche im Ortsteil Muhl der Gemeinde Neuhütten (Hochwald) in Rheinland-Pfalz. Sie gehört zur Pfarrgemeinde Züsch und wird häufig für Veranstaltungen des Nationalparks Hunsrück-Hochwald genutzt. Namenspatron ist Joseph von Nazareth.

## Geschichte
Die ausnahmslos katholischen Einwohner des Weilers Muhl gehörten bis zum 9. Mai 1803 zur Pfarrei Birkenfeld und seither zur Pfarrei Züsch. Da der Weg zur Kirche oft beschwerlich war, wurden ab 1859 die Messen im Schulhaus gehalten, das der Bischof von Trier der Gemeinde 1850 geschenkt hatte. Diese Regelung bestand allerdings nur bis 1874, weil das Schulhaus baufällig geworden war und abgerissen werden musste. Im Neubau fanden keine Gottesdienste mehr statt.
Im Jahr 1912 wandte sich der Züscher Pfarrer Wilhelm Spurk daher an die bischöfliche Behörde, um die alte Regelung wieder aufleben zu lassen, jedoch wurde der Antrag abgelehnt. Allerdings wurde ein Kapellen-Fonds begründet, der aber in den Wirren des Ersten Weltkrieges unterging. Nach dem Krieg gab es unter Pfarrer Michael Müller in den 1920er Jahren zwar Bestrebungen zum Bau einer Kapelle und eines eigenen Friedhofs, aber Bürgermeister Peter Düpre ließ den Plan 1927 fallen. Erst 1939 wurde das Projekt vom nach Züsch versetzten Pfarrer Christoph Billen wieder aufgegriffen. So wurden ab Dezember 1939 zunächst in einem Gasthaus wieder Gottesdienste im Ort gehalten, aber ab dem 1. August 1942 untersagt. Versuche, das Verbot, rückgängig zu machen, schlugen fehl.
Am 18. April 1945 fand erstmals wieder ein Gottesdienst im Schulhaus statt, nachdem die Gegend um Züsch am 17. März von den Amerikanern befreit worden war. Nach dem Gottesdienst wurden drei Soldatengräber im Schulgarten besucht und eingesegnet. Der Schulsaal erschien auf lange Sicht nicht sehr praktikabel, sodass eine RAD-Baracke aus Hermeskeil zum Preis von 2310 RM beschafft wurde. Die Einweihung der Notkapelle fand am 2. September 1945 statt. Die Notkapelle stand in der heutigen Straße „Im Hengstgraben“.
Im Juni 1944 hatte sich Pfarrer Billen an eine Erbengemeinschaft gewandt und dabei das Ziel verfolgt, ein Grundstück für den Bau einer Kapelle mit Friedhof zu erhalten. Im Mai 1951 wurde die Maßnahme umgesetzt, sodass der Kirchenvorstand im Juli 1951 den Bau der Kapelle beschloss. Beim Bau halfen Spenden aus der Muhler Bevölkerung: Allein an der Kirmes 1952 wurden 1700 DM gesammelt; an 64 Tagen waren die Sammler im weiten Umkreis unterwegs.
Am 22. Juni 1952 wurde der Grundstein gelegt. Nach einem feierlichen Hochamt brachten die Gläubigen den Stein von der Notkirche aus in einer Prozession zum Bauplatz, wo ihn Pfarrer Billen segnete. Anwesend waren auch der Neuhüttener Pfarrer Philipp Sossong und Vikar Felix Hecker aus Damflos. Im Anschluss wurde ein Volksfest gefeiert, auf dem auch eine Verlosung stattfand, deren Erlös für die Kapelle gespendet wurde.
Bei Einbruch des Winters 1952/53 war der Rohbau der von dem Hermeskeiler Architekten Hilarius Bier entworfenen Kirche fertig. Mehrere umliegende Gemeinden hatten Bauholz aus ihren eigenen Wäldern kostenlos zur Verfügung gestellt. Die offizielle Einweihung des fertigen Gotteshauses fand am 30. August 1953 statt. Zu diesem Anlass wurde ein großes Fest ausgerichtet und die Bürger trugen alle Festschmuck. Die Festpredigt hielt Ordinariatsrat Prälat Schwickerath aus Trier. Es assistierten ihm die Pfarrer Christoph Billen, Philipp Sossong, Peter Mohr aus Hermeskeil und Felix Hecker aus Damflos. Bei der Eröffnungsfeier wurde auch ein Freundschaftsfußballspiel zwischen Damflos und Neuhütten ausgetragen. Die Gesamtkosten des Kirchbaus beliefen sich auf 42.000 DM.
Mit Eröffnung des Nationalparks Hunsrück-Hochwald wurde die Kirche zum wichtigen Dreh- und Angelpunkt für Wandertouren, vor allem Pilgerwanderungen in der Region, sowie der Vermarktung der Region. Daher finden in der Kirche regelmäßig Veranstaltungen und Konzerte statt, die meist im Zusammenhang mit dem Nationalpark stehen. Auch ökumenische Gottesdienste werden in der Kirche gehalten. Der Vertrag für die zugrunde liegende Kooperation der Kirchengemeinde mit dem Nationalpark wurde am 18. August 2017 unterzeichnet. Der nachfolgende Ausbau zur Ranger-Service-Station kostet 300.000 Euro, wovon 75 Prozent LEADER-Programme finanzieren. Die Kirche verfügt über einen Blog, der über die Ereignisse und Veranstaltungen informiert.